# Escuela normal

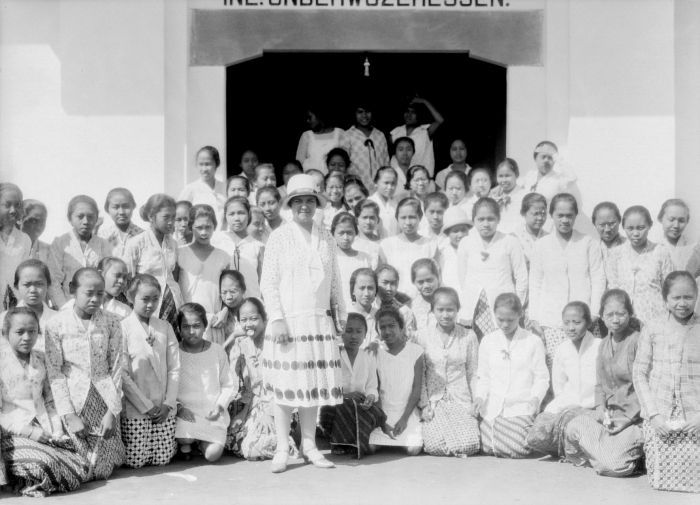
Formación de maestras indígenas en Salatiga (Indonesia) en 1929. Archivo Tropenmuseum.

Escuela Normal (del francés École Normale) es una institución educativa universitaria encargada de la formación de los maestros de escuela.  El término de Escuela Normal provenía del vocablo «norma» o «método». A diferencia de las otras instituciones, tenía por misión enseñar el método, la didáctica y la pedagogía, y se le sumaron luego los principios de la educación patriótica y el higienismo. Tomó su nombre de su objetivo inicial de establecer las normas de enseñanza a partir del concepto francés de proporcionar un modelo de escuela con aulas modelo para sus estudiantes de pedagogía.

## Historia
A finales del siglo XVII se crearon los primeros seminarios de maestros, primero en Francia (Reims 1684), por Juan Bautista de La Salle, y después en Alemania (Halle 1696), por August Hermann Francke. No obstante la institución de las escuelas normales tiene su origen evidente en 
las escuelas modelo francesas puestas en marcha en enero de 1795, definidas en la Convención Nacional tras la Revolución Francesa, por Decreto del 9 de Brumario del año III (octubre/noviembre de 1794) propuesto por Dominique-Joseph Garat y a partir de una iniciativa de Joseph Lakanal y el Comité de Instrucción Pública de la Convención Nacional.

«Il sera établi à Paris une École normale, où seront Appel, de toutes las parties de la République desde citoyens déjà instruidos dans les sciences utiles, pour apprendre, sueldos las professeur las plus habiles dans tous les géneros, el arte de enseigner.» 
(Se establecerá en París a una Escuela Normal, donde se requerirán, de todas las partes de la República, los ciudadanos ya informados en las ciencias útiles, para aprender, para medio de los profesores más hábiles en todas las clases, el arte de enseñar.)
 Decreto del 9 de Brumario del año III, artículo 1, Comité de Instrucción Pública de la Convención Nacional.

También es importante señalar a principios del siglo XIX en Alemania, el llamado movimiento pestalozziano, a favor de preparar maestros para la enseñanza primaria. Después del desastre de Jena en 1806, con la necesidad de reconstruir la sociedad alemana, asociaban la enseñanza con la salvación del pueblo alemán. En cuanto al término «Normalschule» al parecer fue utilizado por primera vez por el austriaco Messmeren, en 1770. Las Escuelas Normales se fueron estableciendo en gran parte del mundo a lo largo del siglo XIX. En Prusia, por ejemplo, la progresiva fundación de seminarios de maestros o escuelas normales pasó de 28 en 1828, a 40 en 1857 y a 64 en 1872. En Francia, se abrieron once escuelas en 1829, ascendiendo el número de ellas a 47 en 1833 y a 74 en 1837. En Bélgica, para 1875 había 40 Escuelas normales, mismo número que había en Rusia en 1880. En EE. UU. en 1823, el Reverendo Samuel Read Hall fundó la primera Escuela Normal, la Columbian School en Concord (Vermont).
También en Estados Unidos, fue Horace Mann Sr. el fundador de una primera Escuela Normal en Massachusetts en 1837. En 1871 había alrededor de 65 escuelas normales. En Japón la primera Escuela Normal fue fundada por decreto imperial en 1872 como parte de las reformas del periodo Meiji. En China la primera escuela normal se fundó en Shanghái en 1897.[cita requerida]
A partir de los años 1920, las Escuelas Normales comenzaron a desaparecer en países como Alemania y EE. UU., en su mayor parte absorbidas por las universidades y convertidas en Departamentos o Facultades de educación, aunque conservando su función original de educar a los maestros. En otros países como Finlandia, China o Japón, las Escuelas Normales dieron paso hacia 1970 a la fundación de «Normales-Universidades», que conservaron su función de educar maestros, pero ampliaron su oferta educativa a otras profesiones; ejemplos de este modelo son las Universidades Normales de Helsinki y Joensuu en Finlandia; de Tsukuba en Japón y la Universidad Normal del Este de China. En España la incorporación de las Escuelas Normales a las Universidades se llevó a cabo entre finales de los años 1960 y principios de los años 1970. México y Argentina son los países del mundo en el que se conserva un subsistema de educación normal importante como parte de la Educación Superior, pero separado del sistema universitario.

## Las escuelas normales en el ámbito iberoamericano

### Argentina
En Argentina, se empleó el nombre de «escuelas normales» a las fundadas a partir de 1852, durante el gobierno de la Confederación Argentina, que impulsó la creación de escuelas elementales y normales; estas últimas incluirían la formación en pedagogía. Sin embargo, el gran auge de las escuelas normales se dio al constatar la necesidad de contar con maestros formados para poder atender al sistema educativo público.
En primer lugar, conviene recordar que la empresa de conformación del sistema educativo «moderno» supone, entre otras cuestiones, la preparación de un cuerpo de «especialistas» dedicados a la tarea de enseñar. En este contexto, las escuelas normales fueron creadas con el objeto de formar personal apto para la enseñanza. En Argentina, el normalismo se inició sin interrupciones con la creación de la Escuela Normal de Paraná en 1870, bajo el impulso del presidente Domingo F. Sarmiento. La Escuela Normal incluía en su estructura el Curso Normal (nivel medio), un Departamento de Aplicación (escuela primaria) y podía tener un jardín de infantes (nivel inicial). El «título» docente, expedido por las escuelas normales, aseguraría en principio tal especialización. Dicha institución se diferenció desde sus orígenes del resto de la enseñanza media, ya que su fundación se debió a la necesidad urgente de formar maestros/as para una escuela primaria en expansión.  
La creación de sistemas educativos en las catorce provincias, desde 1854, con entusiasmo y precarias normativas, fue demandando mano de obra especializada. En 1875, la Provincia de Buenos Aires logró promulgar la Ley N.º 988 de Educación Común, que organizaba, plenamente, el sistema Educativo de la Ciudad de Buenos Aires y su provincia. Se concentraba en la Educación Primaria, respondiendo al artículo 5.º de la Constitución Nacional. Sus cuatro características principales, que luego se vieron reflejadas en legislaciones provinciales análogas eran: obligatoriedad, gratuidad, gradualidad y enseñanza de la educación católica. En 1881, quedaron separadas administrativamente la ciudad y la Provincia de Buenos Aires, cuya capital pasó a ser la ciudad de La Plata.
La ciudad de Buenos Aires se convirtió en Capital Federal. Y hasta tanto tuviera una legislación propia siguió aplicándose la ley de educación provincial. En 1884, con la sanción de la Ley 1420, que establecía la educación obligatoria, gratuita y graduada, también definió que en cada vecindario de mil a mil quinientos habitantes, y en las colonias rurales de trescientos a quinientos habitantes se instalara una escuela, así como en los recientemente incorporados Territorios Nacionales de la Patagonia y del Chaco arrebatados a sus moradores. De ahí la necesidad de formar personal especializado que cumpliera con los objetivos de atender a la población escolar primaria. Entre las filas de los aspirantes a maestros prevalecían ampliamente las mujeres por sobre los varones, hecho influido por una perspectiva que consideraba a las mujeres como «naturalmente» dispuestas a hacer el bien, a educar en el amor a la patria y a los niños. De las tres leyes nacionales de educación, la única que tuvo un territorio de aplicación fue la 1420. Es también la única que explícitamente, en su artículo 8, reglamenta la enseñanza de la religión en la escuela. La «leyenda pedagógica porteña» dirá que es una ley laica aunque su texto lo desmienta. El sistema se fue modificando y consolidando hasta que a mediados del siglo XX comenzó a ser cuestionado, no solo en Argentina sino también en otros países. 
En 1968, durante el gobierno de Onganía, se decidió por Decreto terminar definitivamente con la formación de docentes en el nivel medio, pasándola al nivel superior, con dos años de formación. Esta medida, que se pensaba para la administración nacional, fue replicada en las provincias que contaban con magisterios propios. Al estudiantado, que esperaba obtener título de magisterio, se le otorgó título de Bachiller Pedagógico desde 1970 y tendrían prioridad para cubrir las vacantes en las nuevas carreras de Profesorado Especializado en Educación Primaria y Maestros Normales Nacionales en los Institutos Superiores de Formación Docente dependientes de administraciones provinciales. Ese año se abrió por primera vez la inscripción en las nuevas instituciones.
En 1992 las Escuelas Normales Nacionales Superiores (ENNS) que hasta el momento permanecían bajo la órbita nacional fueron transferidas a las jurisdicciones (Provincias y Capital Federal -actualmente Ciudad Autónoma de Buenos Aires). Estas instituciones pasaron así a recibir diversas denominaciones y adquirieron heterogeneidad en múltiples aspectos. Sin embargo, pese a las críticas que reciben habitualmente, siguen siendo el principal ámbito de formación de maestros de nivel inicial y primario. La formación del profesorado se considera educación superior y son pocos los que eligen seguir esta carrera en instituciones universitarias.

###### Ciudad de Buenos Aires
En la ciudad de Buenos Aires existen varias escuelas Normales:
- Escuela Normal Superior N.º 1 en Lenguas Vivas Presidente Roque Sáenz Peña
- Escuela Normal Superior N.º 2 Mariano Acosta
- Escuela Normal Superior N.º 3 Bernardino Rivadavia
- Escuela Normal Superior N.º 4 Estanislao S. Zeballos: esta institución fue fundada en el año 1908.[24] Su primer director fue el profesor Avelino Herrera, quien se había formado en la escuela normal de Paraná. Desde sus orígenes tuvo como fin la formación de docentes. Su primer edificio estaba localizado en la actual plaza del Ángel Gris y se la conocía como la «Escuela de Flores». En 1911 se trasladó a su emplazamiento actual en la Av. Rivadavia 4950, el edificio a lo largo del tiempo fue creciendo de acuerdo a las necesidades de su población escolar. Es una escuela de gestión estatal, que depende del Gobierno de la Ciudad de Buenos Aires y cuenta con cuatro niveles educativos: inicial, primario, secundario y terciario (Profesorado de nivel inicial y de nivel primario).

- Escuela Normal Superior n.º 5 Gral. Don Martín Miguel de Güemes
- Escuela Normal Superior n.º 6 Vicente López y Planes
- Escuela Normal Superior n.º 7 José María Torres
- Escuela Normal Superior n.º 8 Presidente Julio A. Roca
- Escuela Normal Superior N.º 9 Domingo Faustino Sarmiento
- Escuela Normal Superior n.º 10 Juan B. Alberdi
- Escuela Normal Superior n.º 11 Dr. Ricardo Levene
- Instituto de Enseñanza Superior en Lenguas Vivas Juan Ramón Fernández
- Escuela Normal Superior en Lenguas Vivas Sofía Broquen de Spangenberg

En los establecimientos arriba enumerados funcionan distintos niveles educativos, pero todos se caracterizan por tener nivel terciario en donde los estudiantes obtienen el título docente. Los otros niveles en general funcionan como escuelas de aplicación, en las que los estudiantes desarrollan sus prácticas.

###### Provincia de Córdoba

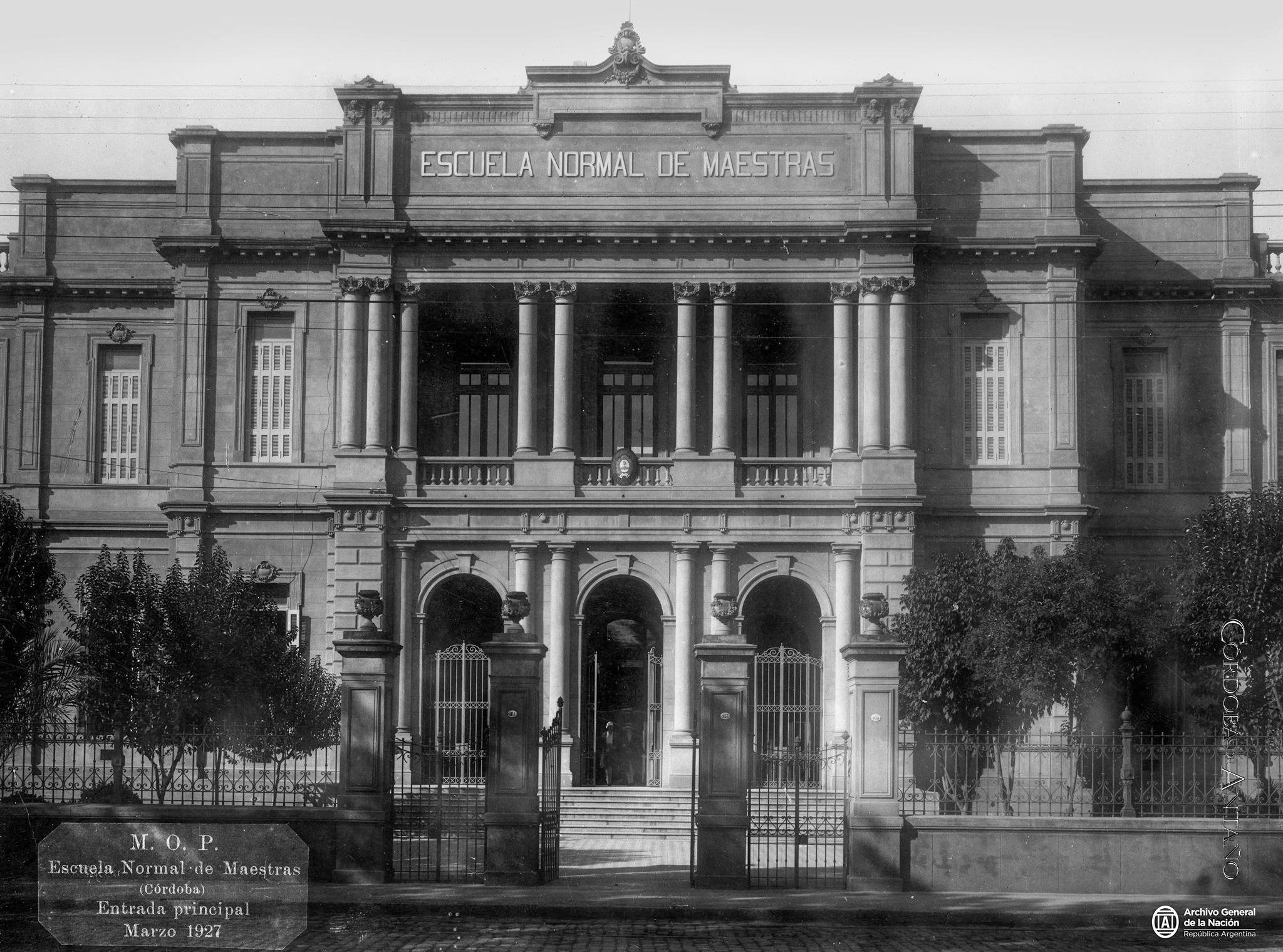
Escuela Normal de Maestras. Año 1927. Córdoba ciudad, República Argentina. Actual Escuela Normal Superior «Dr. Alejandro Carbó»

Las Escuelas Normales de la provincia de Córdoba son instituciones de formación de maestras y maestros inscriptas en un proceso de alcance global, con particularidades locales, fundadas desde las últimas décadas del siglo XIX. Estas instituciones formadoras de docentes condensaron en sus postulados, discursos pedagógicos y prácticas, diversas expresiones filosóficas y pedagógicas inscriptas en los debates educativos de su época. Las primeras fundaciones remiten a la década de 1880 en el marco de creación de escuelas normales en las capitales provinciales establecida por la Ley 758 de 1875. 
- Escuela Normal Provincial de Maestras (1878-1883)
- Escuela Normal Provincial de Maestros
- Escuela Normal Nacional de Maestras (fundada en 1884), hoy Escuela Normal Superior Alejandro Carbó
- Escuela Graduada Municipal de Río Cuarto (1886) convertida en Escuela Normal Nacional Mixta (1888)
- Escuela Graduada Superior Normal Provincial de niñas, «Juan B. Alberdi» (1906)
- Escuela Normal Provincial para varones, «Gobernador Olmos» (1909)
- Escuela Normal Nacional de Bell Ville (1909), hoy Escuela Normal Superior José Figueroa Alcorta
- Escuela Normal Rural Mixta de Villa Dolores (1910), hoy Escuela Normal Superior Dalmacio Vélez Sarsfield
- Escuela Normal de San Francisco (1912), hoy Escuela Normal Superior Nicolás Avellaneda.
- Escuela Normal de Preceptores de Cruz del Eje (1918), hoy Escuela Normal Superior República del Perú

### Brasil
Las Escuelas Normales en Brasil, previstas por la Ley Provincial de 1835, siendo la primera instalada en el mismo año, en Niteroi en Río de Janeiro. En 1835, se creó la Escuela Normal de Ouro Preto en Minas Gerais e instalada en 1839.

### Chile
La Escuela Normal de funcionamiento más antiguo conservada en América Latina es la Escuela Normal Superior José Abelardo Núñez,[cita requerida] fundada en Santiago en 1842 como «Escuela de Preceptores de Santiago» bajo la dirección de Domingo Faustino Sarmiento.
En 1854 se estableció la Escuela Normal de Preceptoras a cargo de las Monjas Francesas del Sagrado Corazón, siendo la primera en América Latina para la formación de mujeres educadoras.[cita requerida]
Durante el siglo XIX y gran parte del XX, se crearon otras escuelas normales, sumando 17 en 1953. Había de dos tipos: urbanas y rurales, dependiendo de las escuelas o colegios a los que iban a trabajar los futuros profesores. Para una mejor formación de los aspirantes y la mejor dirección de estas escuelas, se creó en 1933 la Escuela Normal Superior.
Durante la reforma educacional elaborada en el gobierno de Eduardo Frei Montalva, se estableció el curso especial de Formación de Profesores Primarios por parte de la Universidad de Chile, al que siguieron otras universidades. Con ello, surgió una competencia fuerte para los anteriores institutos de formación de pedagogos primarios. Finalmente, durante la dictadura militar, las escuelas normales fueron traspasadas a las universidades.

### En España

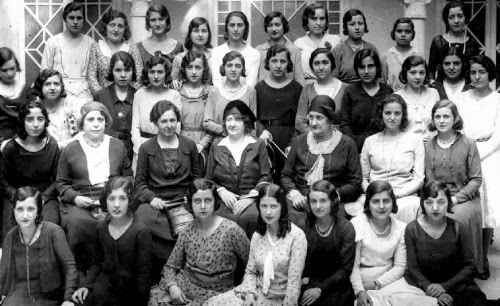
Promoción de maestras de la Escuela Normal de Madrid hacia 1925.

La primera Escuela Normal en España se creó el 8 de marzo de 1839, en Madrid, siguiendo la pauta pedagógica de los «ilustrados», En su origen, las Normales dependieron de los Institutos hasta que la Ley Moyano les ofreció mayor autonomía.[cita requerida]
- Plan de instrucción pública de 1838 y la Orden de la Regencia provisional de 1840, donde hicieron el establecimiento de las Normales en todas las provincias.
- El reglamento de 1843, que pretendió poner orden y uniformidad; esta propuesta entró pronto en crisis.
- En 1847 se pretendió reducir el número de Normales.
- En 1848, el director de la instrucción pública pidió que se argumenten las funciones para las que han sido creadas las Normales.

##### Características de las escuelas normales españolas
La base económica de las Escuelas Normales procedía de las corporaciones provinciales excepto los recursos conseguidos para la puesta en marcha de estos centros, los cuales fueron aportados por organismos públicos locales o subvenciones y aportaciones voluntarias. Las Normales se pueden secuenciar en dos etapas:
- Primera etapa: comenzó desde una vertiente provincial, como un ciclo cronológico de aportación, dedicación y auge en la formación de maestros.
- Segunda etapa: se caracterizó por la estabilidad relativa.

Los principales problemas con los que se encontraría serían la falta de infraestructuras material, locales y edificios. Pero se fue subsanando por la puesta de diferente edificios eclesiásticos en manos de organismos públicos. El ordenamiento normalista español quiso socializar cultural y políticamente a los colectivos populares. De forma que los asistentes masculinos poseían un gen socioeconómico modesto y las femeninas tenían cierta disponibilidad económica y su rendimiento académico era ligeramente superior.[cita requerida]

##### La formación de maestros
Por lo que a la formación de maestros se refiere, en un principio había discurrido por los cauces de un aprendizaje de habilidades y recetas realizado a base de imitar las de un iniciado a cuya sombra se permanecía en calidad de aprendiz durante largos años. El control de la capacidad se realizaba mediante un examen que sancionaba la pertenencia oficial a la profesión, sin que se cuestionase el modo en que dicha capacidad se había adquirido.[cita requerida]
Los tiempos reclamaban, a la vez que más maestros, otro tipo de maestros.
Montesino aporta cientificidad a la formación de los maestros y seguramente es el primero entre nosotros que tiene oportunidad de operativizar una formación científica a través de las escuelas normales. Con él la escuela normal, a secas, se transforma en escuela normal-seminario de maestros, es decir, incorpora el estudio de las bases teóricas de la Pedagogía y los principio de los métodos educativos, aunando esta preparación teórica con la imprescindible práctica docente en situación real.[cita requerida]
La exigencia de titulación para el ejercicio profesional, que provenía de intereses corporativistas deseosos de evitar el intrusismo, no siempre podía ser respetada. La investigación de la situación escolar española en el Antiguo Régimen muestra que las escuelas se atendían como se podía; en un gran número de casos, seguramente en la mayoría de ellos, con maestros no titulados y con gentes de otras profesiones y unos mínimos culturales: sacristanes, escribanos, notarios, cirujanos, etc,
Las investigaciones han demostrado que los exámenes servían para discriminar y las diferencias halladas entre maestros caminados, titulados y maestros no examinados son suficientemente significativas. El problema para alcanzar los objetivos que tal sistema perseguía, era siempre la difícil aplicación de las leyes por falta de maestros titulados. Fuera de las grandes ciudades, las autoridades locales veían obligadas con enorme frecuencia a confiar la escuela a quien mejor, o aún a quien buenamente, sin posibilidad de plantearse demasiados escrúpulos.[cita requerida]
La formación de maestros según el modelo del «antiguo régimen» consistía en la transmisión de habilidades de los profesores experimentados a los aspirantes inexpertos, de manera empírica, acrítica, dogmática y, consecuentemente, acientífica. Si el maestro había de poseer técnicas adecuadas para enseñar y si podía hablarse, incluso, de un arte de la educación, difícilmente hubiese aparecido la idea de una ciencia de la educación en la mentalidad e Antiguo Régimen. El estadio científico que permitiría la eclosión de las Ciencias Sociales y las ciencias del hombre, fue posterior y vino acompañado de las transformaciones económicas, sociales y políticas que alumbraron la contemporaneidad.[cita requerida]
Dos corrientes metodológicas influirán, de manera preferente, en el diseño institucional de la formación de maestros de carácter teórico-práctico, ya que hasta entonces se habían configurado como modelos prácticos casi exclusivos en la capacidad del docente. El primero es más bien un modelo de organización didáctica por grupos en el que son utilizados los alumnos más destacados como monitores, pretendiendo así dar respuesta inmediata a la acelerada demanda de escolarización. El aprendizaje consistiría en un despertar intelectual de la mente humana a partir de la captación de las formas de los objetos que realizan los sentidos.[cita requerida]

##### Un modelo decimonónico
En Zamora se fundó la primera Escuela Normal en 1841 de la mano de Matías Tundidor y sus ideas liberales sobre la educación y su función social, pero tres años después, en 1844 la diputación provincial suprimió el centro. En 1846 se aprueba el expediente instruido sobre la reorganización de la Normal de Zamora, que recuperaría las directrices y requisitos marcados en 1843. En 1859 abre de nuevo sus puertas y cuatro años después sube de categoría, ahora dirigida por Faustino de Llano, hasta 1875. Por su parte, la Normal Segoviana abrió sus puertas en 1857, año en el que las Normales de Salamanca y Valladolid ascienden de categoría y son reforzadas como instituciones específicas de formación de maestros. Con la Ley Moyano se inició la tercera etapa que duraría hasta 1868. En el ámbito castellano-leonés, las escuelas Normales desarrollan dos funciones, una de carácter exterior hacia la sociedad y otra interior dirigida hacia los que deberían presidir la formación del alumno.[cita requerida]

### México
En México, las Escuelas Normales son las encargadas de la formación de los maestros de Educación Básica. La educación normal está regulada por el Estado, de acuerdo con el artículo 3° de la Constitución Política de los Estados Unidos Mexicanos, los planes y programas de la educación normal serán nacionales.
Por acuerdo secretarial publicado en 1984, las Escuelas Normales de México pueden conceder títulos de licenciatura (educación superior). Las licenciaturas que se imparten en las Escuelas Normales son: en Educación Preescolar, Primaria, Secundaria con especialidad en Español, Matemáticas, Biología, Química, física, Geografía, Historia y Lengua Extranjera (Inglés y Francés), así como en Educación Especial, Educación Física y Educación Preescolar y Primaria Interculturales Bilingües (para maestros indígenas).
Las primeras Escuelas Normales se fundaron en México en la década de 1820 como parte del movimiento de la Escuela Mutua o lancasteriana y tuvieron la finalidad de formar preceptores, no maestros en el sentido moderno del término. La segunda generación de Escuelas Normales se fundó tras la Restauración de la República, como la Benemérita y Centenaria Escuela Normal del estado de San Luis Potosí, cuya fundación fue el 4 de marzo de 1849. Muchas solo fueron cátedras de pedagogía y formaron parte de los Institutos Científicos y Literarios que también son antecedente histórico de las Universidades Estatales. La Tercera generación de Escuelas Normales, ya con la idea de modernizar la educación, se inició en la década de 1880, tal como sucedió en gran parte del mundo. La primera Escuela Normal de este tipo en México fue la Escuela Normal Veracruzana fundada en noviembre de 1886 por el alemán Enrique Laubsher y el suizo Enrique C. Rébsamen. La segunda Normal moderna de México fue la Escuela Normal para Profesores de Institución Primaria (hoy Benemérita Escuela Nacional de Maestros), establecida en la Ciudad de México a principios de 1887. Ambas instituciones siguen en funcionamiento en la actualidad.
Ya en el siglo XX se fundaron otros tipos de Escuelas Normales: las Escuelas Normales Rurales a partir de los años 1920; los Centros Regionales de Educación Normal y las Escuelas Normales Experimentales. La más reciente generación de Escuelas Normales se dedica a formar maestros indígenas. Como ejemplos de escuela normal rural se tienen a la Escuela Normal Rural Gral. Matías Ramos Santos, que se encuentra ubicada en la colonia San Marcos, Loreto, Zacatecas, y a la Escuela Normal Rural «Justo Sierra Méndez»  en Cañada Honda, Aguascalientes.
En la actualidad existe un total de 450 Escuelas Normales, de las cuales 266 son públicas y 184 son particulares. A nivel nacional, las Escuelas Normales de México atendieron en el ciclo escolar 2011-2012 a 130,713 estudiantes; la mayor parte de los cuales fueron mujeres (71 %). Trabajaron en ese ciclo escolar un total de 16321 docentes y 8531 empleados no docentes. Los estados con mayor número de Escuelas Normales son el Estado de México con 45 entre públicas y privadas, siendo la más reconocida la Escuela Normal Superior del Estado de México (ENSEM); Guanajuato con 3 y Puebla con 32. En la capital del país existen 23 de estas instituciones, de las cuales 6 son públicas. Los Planes y Programas de la educación normal fueron reformados en 2012.

### Panamá
La Escuela Normal de Santiago (a partir de 1941 Escuela Normal Juan Demóstenes Arosemena) es un centro educativo secundario completo en la ciudad de Santiago, Provincia de Veraguas en Panamá. Inició labores el 5 de junio de 1938, destinado a la formación de maestros de enseñanza primaria, establecido en el interior de la República. Su nuevo nombre lo obtuvo en honor a la memoria de Juan Demóstenes Arosemena, presidente de la República. La Escuela Normal de Santiago fue declarada monumento histórico nacional mediante la Ley 54 de 12 de diciembre de 1984. La Escuela Normal Juan Demóstenes Arosemena cuenta con una capilla y un sacerdote. La biblioteca lleva el nombre de Carlos Francisco Changmarín, por el maestro, poeta y escritor veragüense. En 1988 los edificios ocupaban un área total de 42.500 m², incluyendo los dormitorios, el edificio de enseñanza, los jardines y sus patios.[cita requerida]

### Uruguay

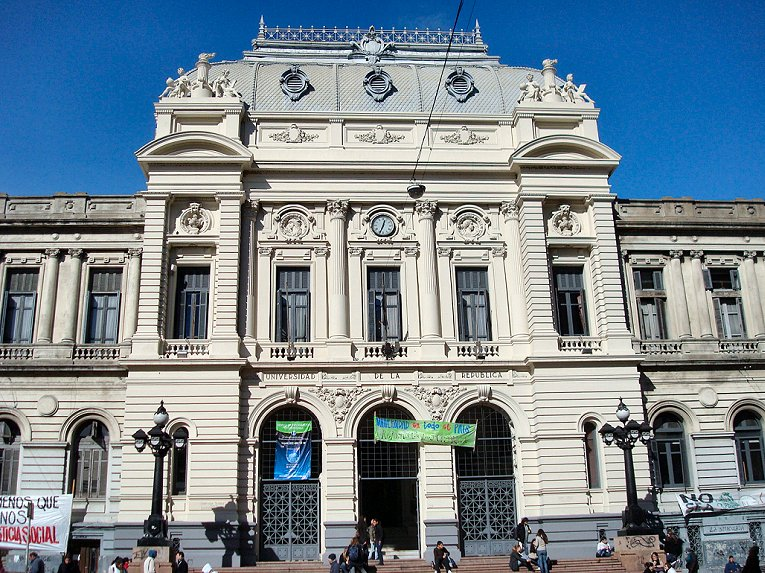
Universidad de la República (UdelaR - Uruguay)

En 1830, año en que se independiza la República Oriental del Uruguay (en aquel momento, Estado Oriental del Uruguay), ya existían tres Escuelas Primarias en el territorio. Tres años después, Dámaso Antonio Larrañaga propone un proyecto de ley donde se crean siete cátedras pertenecientes a la Educación Superior y, finalmente, en 1938, el Colegio Oriental de Humanidades y el Poder Ejecutivo fundan la Universidad Mayor de la República. Recién en el año 1861 se crea el primer Colegio Privado en territorio nacional.  

### Colombia
Las escuelas normales superiores en Colombia - ENS -, a lo largo de la historia del maestro y de su formación, han tenido un papel relevante a nivel nacional y regional como garantes de preservar y fortalecer una cultura pedagógica a través de la preparación de los maestros en función de las necesidades del país. Desde su creación en 1821, por autorización del General Francisco de Paula Santander, han surtido diferentes procesos de transformación en la línea de las dinámicas del sector educativo en nuestro país y las tendencias pedagógicas a nivel mundial sobre la formación de docentes; las ENS se constituyen así en instituciones destacadas por ser instituciones formadoras de maestros para la educación preescolar y básica primaria, dos niveles educativos claves en tanto que es en ellos donde se cimientan las bases para los futuros aprendizajes y para la vida.
El parágrafo del artículo 112 de la Ley 115 de 1994, establece que «Las escuelas normales debidamente reestructuradas y aprobadas, están autorizadas para formar educadores en el nivel de preescolar y en el ciclo de educación básica. Estas operarán como unidades de apoyo académico para la formación inicial de docentes y, mediante convenio celebrado con instituciones de educación superior, podrán ofrecer formación complementaria que conduzca al otorgamiento del título de normalista superior». En este sentido, el Ministerio de Educación Nacional ha adelantado diferentes acciones con el interés de fomentar la calidad educativa de las ENS, entre estas estrategias de acompañamiento y los diferentes procesos de evaluación que se han cursado desde su reestructuración: Acreditación previa (1997 - 1998), Acreditación de calidad y desarrollo (2002) y Verificación de condiciones de calidad del programa de formación complementaria (2010 - 2012).
El Decreto 4790 de 2008, que establece las condiciones de calidad para el programa de formación complementaria que ofrecen las ENS, es el referente normativo vigente para las ENS. Actualmente en Colombia existen 137 Instituciones ENS autorizadas para ofrecer programa de formación complementaria.

## Externos
- Wikimedia Commons alberga una categoría multimedia sobre Escuela normal.

- Datos: Q627006